# Efterklang
Efterklang — инди-рок-группа из Копенгагена (Дания), образованная в декабре 2000 года.
Группа выпустила четыре студийных альбома, два из них - на британском лейбле 4AD. 

## История
Название Efterklang происходит от датских слов после и звук, то есть это название можно перевести как послезвучие, реверберация, эхо.
В основном составе группы четверо участников:
- Каспер Клаусен (Casper Clausen) — солист, композитор, мультиинструменталист
- Мадс Брауэр (Mads Brauer) — композитор, электронщик
- Томас Хусмар (Thomas Husmer) — барабанщик, трубач, перкуссионист
- Расмус Штольберг (Rasmus Stolberg) — басист, менеджер группы [1]  (англ.)

На концертах к ним добавляются ещё трое, или четверо музыкантов. Как правило, это:
- Петер Бродерик (Peter Broderick) — скрипач, мультиинструменталист
- Фредерик Тейге (Frederik Teige) — гитарист, саксофонист, вокалист
- Хизер Вудс Бродерик (Heather Woods Broderick) — пианистка, вокалистка, флейтистка
- Никлас Антонсон (Niklas Antonson) — тромбонист, мультиинструменталист.[1]  (англ.)

Осенью 2004 года Efterklang выпустили свой первый студийный альбом Tripper (англ.), который был тепло принят критиками (англ.). Второй альбом Parades (англ.), выпущенный в октябре 2007 года, также получил хорошие отзывы, и в апреле 2009 был признан журналом Clash (англ.) 38-м лучшим альбомом в период с апреля 2005 по апрель 2009 (англ.).
В сентябре 2008 года Efterklang и Датский национальный камерный оркестр (англ.) в полном объёме сыграли альбом Parades в концертном зале Copenhagen Concert Hall (англ.), в декорациях, сделанных студией Hvass&Hannibal. Запись концерта, названная Performing Parades, вышла на DVD и LP в октябре 2009 года.
В сентябре 2009 года Efterklang подписали контракт с британским лейблом 4AD. Их третий полноформатный альбом Magic Chairs (англ.) (22 .02.2010) был первым, выпущенном на этом лейбле. 28 февраля 2011 Magic Chairs (англ.) признан IMPALA Independent Music Companies Association (англ.) альбомом года (англ.).
В августе 2010 года французский режиссёр Винсент Мун снял An Island (англ.) — абстрактно-документальный музыкальный фильм с группой Efterklang (англ.).
Четырёхдневные съемки проходили на острове Альс (Дания)  (англ.) — на родине трех музыкантов Efterklang — Каспера Клаузена, Расмуса Штольберга и Мэдса Брауэра (англ.). Содержащий живое исполнение музыки, An Island — артефакт творческих коллабораций режиссёра, музыкантов и жителей острова (англ.).
Всемирная премьера фильма состоялась 1 февраля 2011 года посредством проекта Private-Publish Screenings of An Island (англ.), к участию в котором были приглашены все желающие. Участниками проекта с 1 февраля по 31 марта 2011 года было организовано 1178 (англ.) просмотров во множестве городов мира (англ.).
В марте 2012 года коллектив покинул Томас Хусмар.
22 сентября 2012 года на лейбле 4AD вышел четвертый студийный альбом Efterklang. Пластинка, получившая имя Piramida, была записана во время путешествия на архипелаг Шпицберген на севере Норвегии, в ходе которого группа побывала в законсервированном шахтерском поселке Пирамида, некогда принадлежавшем России. Во время записи в качестве нового ударника выступил известный по работе с Siouxsie and the Banshees британский музыкант Баджи. В конце сентября группа сообщила о старте мирового тура в поддержку пластинки, в ходе которого музыканты намерены привлекать к сотрудничеству симфонические оркестры различных стран.
14 января 2014 года басист и менеджер группы Расмус Штольберг через официальный сайт коллектива сообщил об окончании его существования "в той форме, в которой публика и сами музыканты привыкли видеть Efterklang", анонсировав последний концерт в Сённерборге. Большое количество поклонников восприняли сообщение как свидетельство окончания существования группы, оставив под сообщением в Facebook более двух сотен комментариев со словами сожаления и благодарности за проделанную музыкантами работу.
На следующий день, 15 января, на официальной странице группы в Facebook появилось сообщение, опровергающее распад коллектива. Музыканты уточнили, что речь шла не об окончании существования Efterklang, а о "прощании с идеей того, чем является Efterklang сейчас, с формой, в которой он существует на сегодняшний день". В "прощальном" концерте, который, однако, по словам музыкантов, не станет "похоронами", примут участие бывшие участники коллектива, в частности Томас Хусмар и Рен Мелгаард.
В настоящее время Каспер Клаузен, Мадс Брауэр и Расмус Штольберг играют вместе с финским перкуссионистом Тату Рёнкё (Tatu Rönkkö) в группе Liima.

### Rumraket
В пределах Скандинавии Efterklang выпускают свои альбомы на собственном лейбле Rumraket (англ.) (космическая ракета (дат.)) Также, лейбл Rumraket выпускает музыку групп Grizzly Bear, Amiina, Our Broken Garden (англ.), Slaraffenland, Cacoy, Erik Levander, Kama Aina, Taxi Taxi!, Canon Blue.
В звукозаписывающей сфере Efterklang имеет опыт сотрудничества со многими музыкантами, а также с режиссёрами, такими как Karim Ghahwagi, Tobias Stretch, Anders Morgenthaler, Carolina Melis, Jeremiah Zagar.
Художница студии Hvass&Hannibal Нан На Васс — автор музыкального видео Mirador и оформления альбомов Efterklang: One-Sided LP, Under Giant Trees, Parades.

## Дискография

### Студийные альбомы
- Tripper (The Leaf Label — Октябрь 25, 2004)
- Parades (The Leaf Label — Октябрь 15, 2007)
- Magic Chairs (4AD — Февраль 22, 2010)
- Piramida (4AD — Сентябрь 22, 2012)

### Концертные альбомы
- Performing Parades (cd+dvd & lp+dvd, The Leaf Label — Октябрь 19, 2009)

### Синглы, EP
- (EP) (недоступная ссылка) (self-released, 2003; re-released The Leaf Label, 2005)
- «Swarming» single (The Leaf Label — Февраль 7, 2005)
- One-Sided LP mini-album (Burnt Toast Vinyl — Январь 22, 2007)
- Under Giant Trees mini-album (The Leaf Label — Апрель 2, 2007)
- «Mirador» / «Cutting Ice to Snow» promo-only single (Октябрь 8, 2007)
- «Caravan» single (The Leaf Label — Апрель 7, 2008)
- «Modern Drift» promo-only single (4AD — Январь 25, 2010)
- «I Was Playing Drums» single (4AD — Апрель 19, 2010)
- «Raincoats» download-only single (4AD — Август 23, 2010)